# Hofgartenstraße 12 (Düsseldorf)

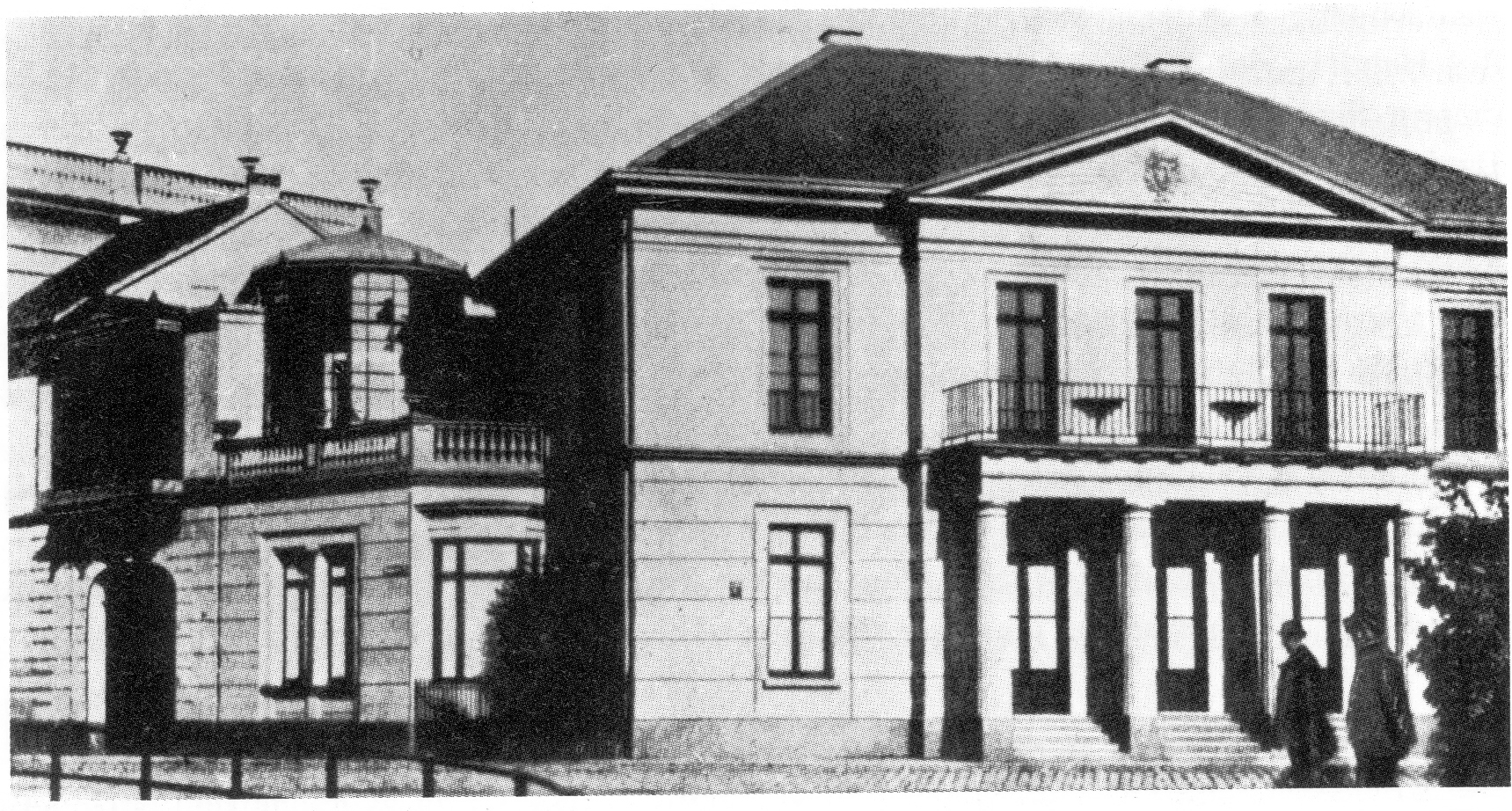
Haus Hofgartenstraße 12

Das Gebäude Hofgartenstraße 12 war ein im Stadtteil Stadtmitte der heutigen nordrhein-westfälischen Landeshauptstadt Düsseldorf als Bankgebäude genutztes klassizistisches Stadtpalais. Es wurde 1831 nach Entwürfen des Architekten Adolf von Vagedes erbaut.

## Beschreibung
Die Fassade des zweigeschossigen Gebäudes war in fünf Achsen unterteilt, dem ein dreiachsiger Mittelrisalit vorgelegt war. Der Eingang befand sich in einem Portal mit vier Säulen, die einen darüberbefindlichen Altan stützten. Der Mittelrisalit fand seinen oberen Abschluss in einem Dreiecksgiebel.

## Geschichte

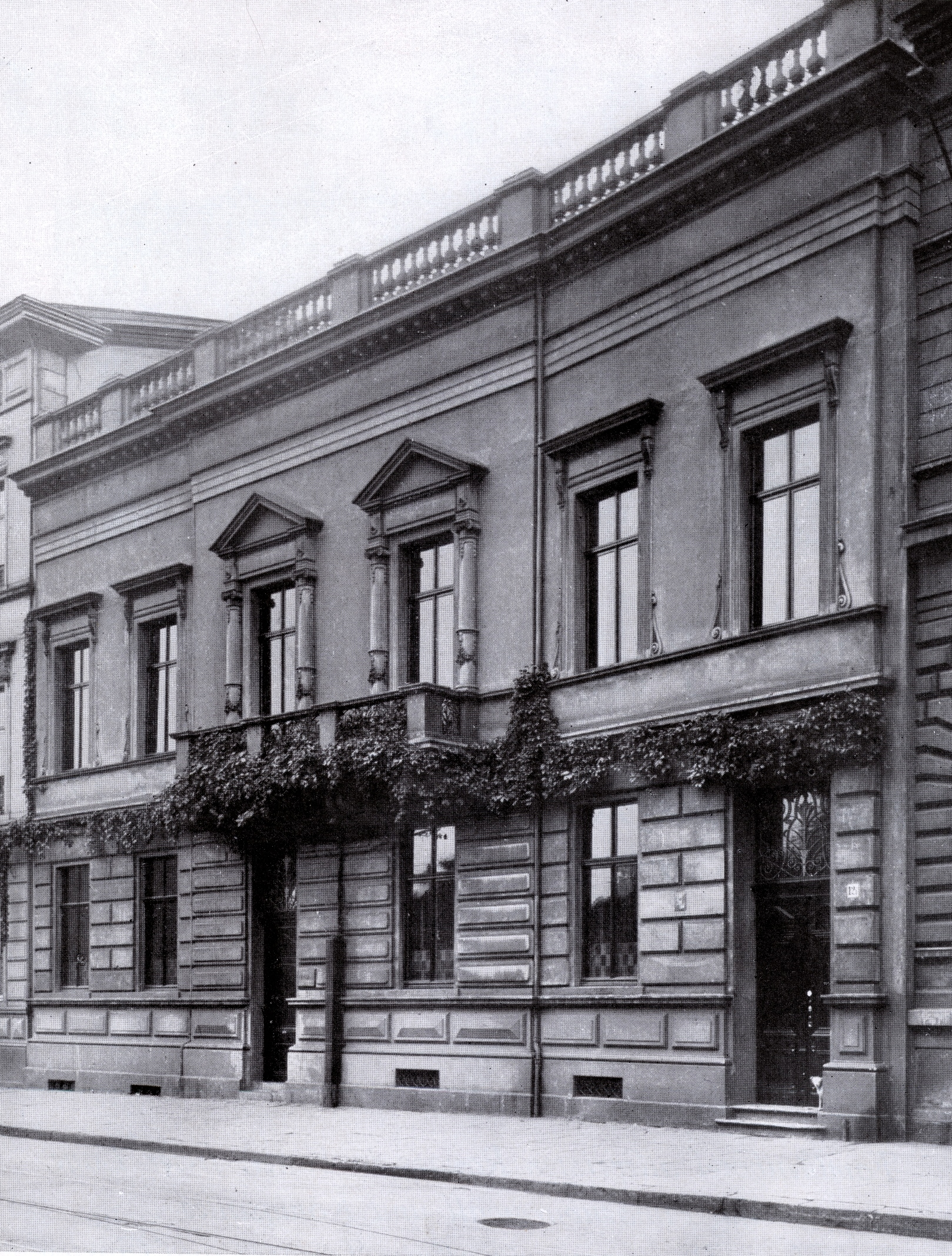
Düsseldorf, Hofgartenstraße 12b, Bankhaus Trinkaus

Das Palais wurde für Hofmarschall Carl von Pritzelwitz erbaut. Im Jahre 1852 erwarb Christian Gottfried Trinkaus das Gebäude und benutzte das Palais als Wohnung und als Geschäftshaus für seine Bank, das Bankhaus C. G. Trinkaus.
Später verlegte sein Sohn die Bank, die heute den Namen HSBC Trinkaus trägt, in das Nebenhaus 12b. Das Palais blieb Wohnung des Bankiers. Im Adressbuch der Oberbürgermeisterei Düsseldorf von 1867 wurde der Eingang zum Comptoir unter Hofgartenstraße Nr. 13 und das Wohnhaus mit der Nr. 14 verzeichnet.

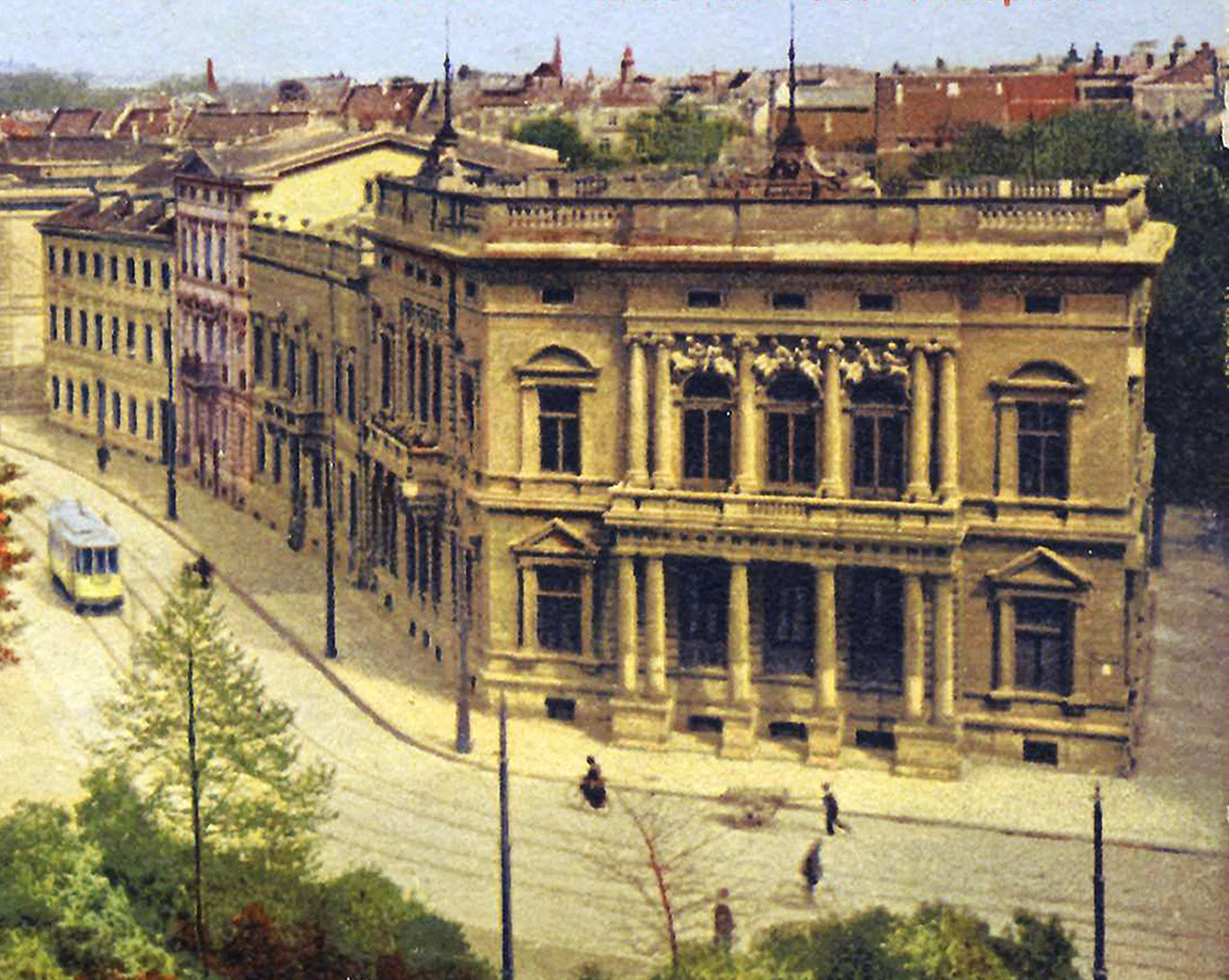
Trinkaus-Palais an der Hofgartenstraße 14

Im Zuge der Stadterweiterungen des 19. Jahrhunderts entstand an dieser Stelle im Jahre 1879 im Rahmen der Gestaltung des Corneliusplatz das nach Max Trinkaus benannte Palais an der Hofgartenstraße 14. Das Trinkaus-Palais wurde in 1944 infolge schwerer Luftangriffe auf Düsseldorf beschädigt und danach abgerissen. In den 1950er wurde, statt eines Wiederaufbaues nach historischem Vorbild, eine komplette Umgestaltung auch im Bereich der Hofgartenstraße vorgenommen, auf dessen Freifläche der Jan-Wellem-Platz entstand. Heute befinden sich hier die Gebäude des Kö-Bogens.